# Macromantis
Macromantis es un género de insectos mantodeos perteneciente a la familia Mantidae. Es originario de América.

## Especies
- Macromantis hyalina
- Macromantis nicaraguae
- Macromantis ovalifolia
- Macromantis saussurei